# بوستون بزرگ
بوستون بزرگ (به انگلیسی: Greater Boston) یک منطقه کلان‌شهری در ایالات متحده آمریکا است که عمدتاً در ماساچوست واقع شده است. بوستون بزرگ ۴٬۷۳۲٬۱۶۱ نفر جمعیت دارد و شامل شهر بوستون و مناطق حومه آن می‌گردد. این منطقهٔ کلانشهری علاوه بر ایالت ماساچوست، در رودآیلند و نیوهمپشایر نیز گسترش یافته است.